# Axel Janse
Axel Johan Janse (Ärla, 18 marzo 1888 – Malmö, 18 agosto 1973) è stato un ginnasta svedese.

## Palmarès

### Olimpiadi
- 1 medaglia:
  - 1 oro (Stoccolma 1912 nel concorso svedese a squadre)